# Emilio Barbieri
Emilio Barbieri (Mezzana, 8 ottobre 1848 – Pisa, 9 gennaio 1899) è stato un baritono italiano.

## Biografia
Nato a Mezzana, frazione del comune di San Giuliano Terme, a pochi passi da Pisa, Emilio Barbieri fece il suo debutto nel 1875 nell'opera Ernani all'Arena Federighi, dove ora sorge lo Stadio Arena Garibaldi - Romeo Anconetani di Pisa. Si esibì molte altre volte nei teatri cittadini, tra cui il Nuovo e futuro Verdi, ma riscosse un discreto successo anche in ambito nazionale, esibendosi sugli importanti palcoscenici di Genova, Torino, Parma e Bologna.
Sposato con il soprano russo Nadezhda Engalycheva, nota in Francia e in Italia col nome di Elvira Angeli, è il padre di un altro famoso baritono, Amleto Barbieri.
Tra i suoi allievi si annovera la cantante Ida Isori.

## Interpretazioni italiane
- 25 dicembre 1871, Regio Teatro Metastasio di Prato: Marino Faliero nel Marin Faliero di Gaetano Donizetti;
- 1875, Arena Federighi di Pisa: Carlo nell'Ernani di Giuseppe Verdi;
- 7 gennaio 1882, Teatro Regio di Torino: Macbeth nel Macbeth di Giuseppe Verdi;
- 26 dicembre 1882, Teatro Regio di Parma: Jacopo di Lusignano ne La reine de Chypre di Fromental Halévy;
- 17 gennaio 1883, Teatro Regio di Parma: Verniero nella Stella di Salvatore Auteri Manzocchi;
- 27 gennaio 1883, Teatro Regio di Parma: Enrico Ashton nella Lucia di Lammermoor di Gaetano Donizetti;
- autunno 1886, Teatro Dal Verme di Milano: Nabucodonosor nel Nabucco di Giuseppe Verdi;
- 25 ottobre 1887, Teatro Comunale di Bologna: Federico di Telramondo nel Lohengrin di Richard Wagner;
- 12 maggio 1888, Teatro Comunale di Bologna: Zurga ne I pescatori di perle di Georges Bizet;
- 2 giugno 1888, Teatro Comunale di Bologna: il timoniere nel Tristano e Isotta di Richard Wagner;
- 30 gennaio 1889, Teatro Regio di Torino: il conte d'Adelfiord in Flora mirabilis di Spiro Samara;
- 24 febbraio 1889, Teatro Regio di Torino: Giorgio Germont ne La traviata di Giuseppe Verdi;
- 10 maggio 1894, Teatro Costanzi di Roma: Escamillo nella Carmen di Georges Bizet;
- 5 novembre 1895, Teatro Lirico Internazionale di Milano: nella Claudia di Gellio Benvenuto Coronaro;
- 22 febbraio 1897, Teatro Ponchielli di Cremona: nel Ronvald di Michele D'Alessandro.